# Феццан

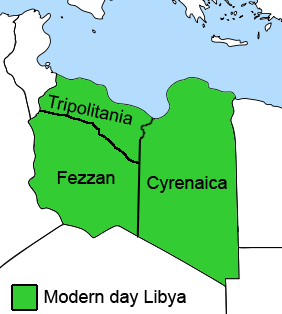
Феццан

Феццан — западина в Лівії. Знаходиться на півдні країни, віддалена на сотні кілометрів від узбережжя.
Приблизно за 480 км на південь від Триполі найвище і найнаселеніше в Лівії плато Барк-ель-Байда спускається до западини Феццан, складеної пісками. Тут розташовано декілька оаз. Життя залежить від запасів води в колодязях і джерелах. На південний схід від Феццана поверхня підіймається до пустельного плато, а вздовж південного кордону Лівії починається високе і розчленоване нагір'я Тібесті.